# Conservatoire de Turku
Le Conservatoire de Turku (finnois : Turun konservatorio) est l'un des cinq conservatoires de Finlande.

## Présentation
Le Conservatoire de Turku est un établissement d’enseignement artistique qui dispense un enseignement professionnel en musique, ainsi qu’un enseignement musical de base permettant l’orientation professionnelle.
Le Conservatoire compte environ 120 enseignants et près d'un millier d'élèves, dont 80 suivent une filière les préparant à devenir musicien professionnel.
Le conservatoire est géré par l'association de soutien au conservatoire de Turku.

## Locaux
Le conservatoire est installé au bord du fleuve Aura à l'adresse Linnankatu 54–60 dans les locaux rénovés en 1994 d'une ancienne fabrique de cordages et d'un chantier naval.
Les travaux de rénovation du bâtiment ont reçu le prix de la structure métallique de l'année en 1994.
En plus des salles d’enseignement et de formation, le conservatoire dispose de la salle Sigyn de 395 sièges, de la salle Crichton de 120 sièges et d'un auditorium.